# 金峰郷

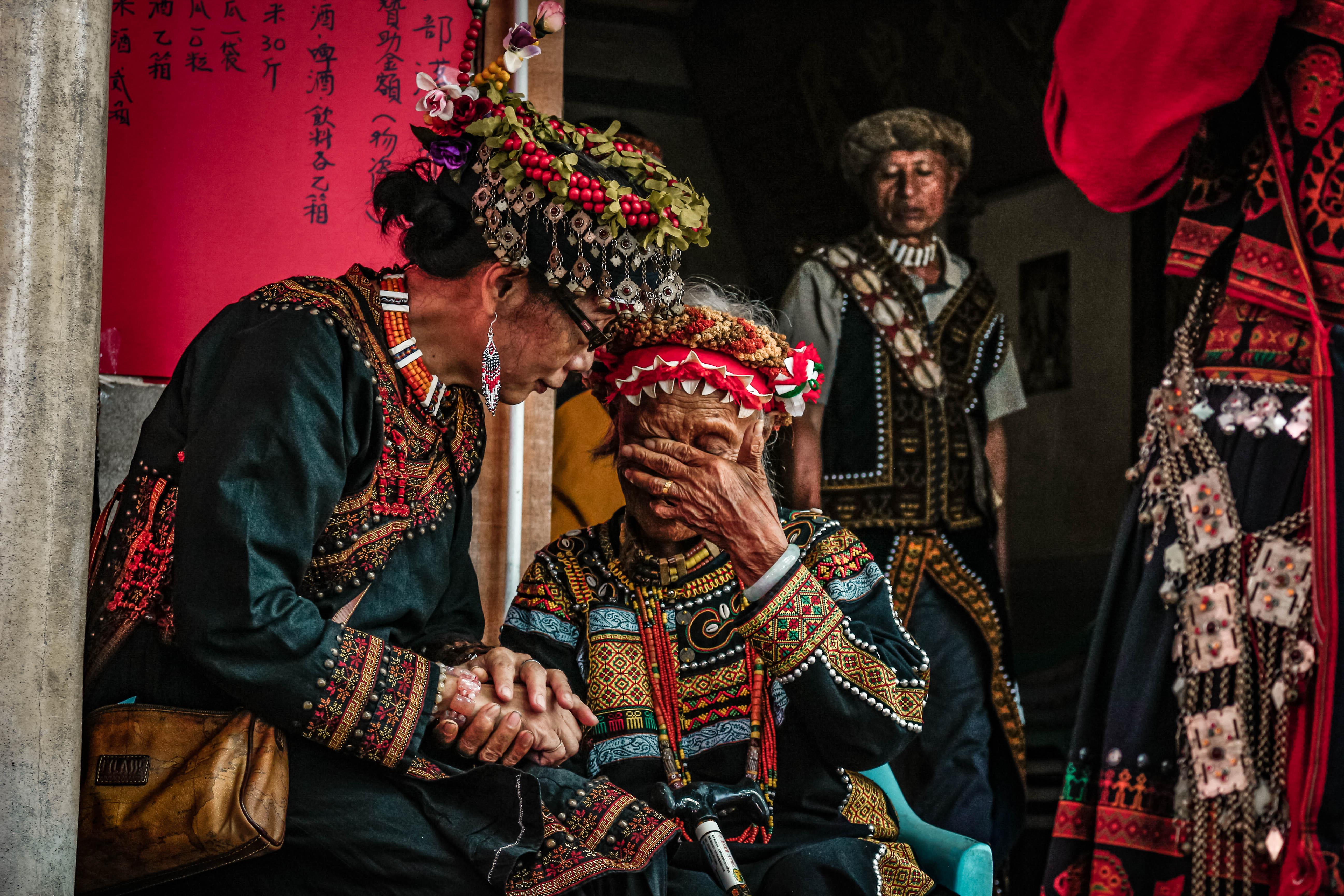
祭で着用する伝統衣装

金峰郷（ジンフォン/きんぽう-きょう）は台湾台東県の郷。

## 地理
金峰郷は台東県南西部に位置し、北は卑南郷と、東は太麻里郷と、西は屏東県霧台郷、瑪家郷、泰武郷、来義郷と、南は達仁郷とそれぞれ接している。中央山脈南段に位置し、郷内の大部分は山岳地帯に属し、最高標高は北大武山の3,096mと地勢は険しい。住民の多くは原住民であるパイワン族が占めている。

## 歴史
金峰郷にはパイワン族が多く居住しているが、これらは17世紀中期に屏東県の来義、春日、泰武山区より移住した者であり、文化上「東パイワン群」と区分されている。日本統治時代、この地は台東庁台東郡の蕃地とされ、警察が直接行政管理を行なっていた。戦後は台東県太麻里郷の一部とされたが、1946年4月に分割され「金崙郷」が設置された。しかし同年11月、金崙村が太麻里郷に編入されたことで「金山郷」と改称されたが、台北県に同名の「金山郷」が存在することから、1958年に「金峰郷」と改称され現在に至っている。

## 行政区
| 村                                     |
| -------------------------------------- |
| 歴坵村、新興村、賓茂村、嘉蘭村、正興村 |

## 歴代郷長
| 代 | 氏名 | 任期 |
| -- | ---- | ---- |

## 教育

### 国民小学
- 台東県立嘉蘭国民小学
- 台東県立介達国民小学
- 台東県立新興国民小学
- 台東県立賓茂国民小学

## 交通
| 種別 | 路線名称 | その他 |
| ---- | -------- | ------ |

## 観光
- 金峰温泉
- 比魯温泉
- 都飛魯温泉
- 嘉蘭陳家石板屋
- 地熱井
- 撒布佑部落